# Ču-ma-tien
Ču-ma-tien (čínsky pchin-jinem Zhùmǎdiàn, znaky 驻马店) je městská prefektura v Čínské lidové republice. Patří k provincii Che-nan, má celkovou rozlohu 15 092 km² a v roce 2020 v ní žilo sedm milionů obyvatel.
Na území prefektury je celkem 62 přehrad, mimo jiné Pan-čchiao. V rámci zemědělství se pěstuje zejména pšenice, kukuřice, podzemnice olejná a sezam.

## Poloha
Ču-ma-tien hraničí na jihu se Sin-jangem, na západě s Nan-jangem, na severozápadě s Pching-ting-šanem, na severu s Luo-che, na severovýchodě s Čou-kchou a na východě s Fu-jangem v provincii An-chuej.

## Správní členění
Městská prefektura Ču-ma-tien se člení na deset celků okresní úrovně, a sice jeden městský obvod a devět okresů.
| I-čcheng okres · Si-pching okres · Šang-cchaj okres · Pching-jü okres · Čeng-jang okres · Čchüe-šan okres · Pi-jang okres · Žu-nan okres · Suej-pching okres · Sin-cchaj |        |                       |             |                                         |
| Název | Název  | Počet obyvatel (2020) | Rozloha km² | Hustota zalidnění (obyv. na km²) (2020) |
| český přepis | znaky  | Počet obyvatel (2020) | Rozloha km² | Hustota zalidnění (obyv. na km²) (2020) |
| Městský obvod |        |                       |             |                                         |
| I-čcheng | 驿城区 | 1 025 543             | 1 338       | 766                                     |
| Okresy |        |                       |             |                                         |
| Čeng-jang | 正阳县 | 625 123               | 1 889       | 329                                     |
| Čchüe-šan | 确山县 | 403 044               | 1 629       | 247                                     |
| Pching-jü | 平舆县 | 728 672               | 1 285       | 567                                     |
| Pi-jang | 泌阳县 | 695 239               | 2 352       | 296                                     |
| Si-pching | 西平县 | 647 311               | 1 099       | 589                                     |
| Sin-cchaj | 新蔡县 | 823 829               | 1 446       | 570                                     |
| Suej-pching | 遂平县 | 441 370               | 1 036       | 426                                     |
| Šang-cchaj | 上蔡县 | 1 005 745             | 1 515       | 664                                     |
| Žu-nan | 汝南县 | 612 551               | 1 492       | 411                                     |
| |        |                       |             |                                         |
| Celkem | Celkem | 7 008 427             | 15 092      | 464                                     |